# Au nom d'Athènes

Au nom d'Athènes est un téléfilm documentaire français en deux parties réalisé par Fabrice Hourlier et diffusé sur la chaîne Arte en novembre 2012, dans la case « L’Aventure humaine ». C'est un docufiction consacré aux guerres médiques.

## Synopsis
Le documentaire retrace le déroulement des guerres médiques, un important conflit de l'Antiquité qui oppose les Grecs aux Perses de l'empire achéménide au début du Ve siècle av. J.-C. Le téléfilm fait alterner des entretiens avec des historiens de l'Antiquité (Patrice Brun, Dominique Lenfant et Anton Powell) et des séquences de reconstitution où les acteurs parlent en grec ancien et en persan. La première partie, « Vaincre à Marathon », retrace les grandes étapes de la première guerre médique, qui oppose l'armée du roi perse Darius Ier aux cités de Grèce centrale, en particulier Athènes. Elle détaille notamment la victoire grecque au cours de la bataille de Marathon. La seconde partie, « Divine Salamine », retrace la seconde guerre médique au cours de laquelle le roi Xerxès Ier tente à son tour d'envahir la Grèce, en détaillant notamment la victoire des Athéniens lors de la bataille de Salamine.

## Fiche technique
- Titre : Au nom d'Athènes
- Réalisation : Fabrice Hourlier
- Scénario : Stéphanie Hauville et Fabrice Hourlier
- Création des costumes : Vincent Dumas
- Production : Sylvie Barbe, Stéphanie Hauville
- Studios de production : Arte France, Docside Production, en association avec Indigènes Productions
- Pays :  France
- Langues : français, grec ancien, persan
- Format : couleur
- Durée : 2 × 52 minutes
- Date de première diffusion : 24 novembre 2012 sur Arte

## Distribution
- Jean-Pierre Michaël : Thémistocle
- David Atrakchi : Xerxès Ier
- Karl E. Landler (en) : Aristodème
- Jules Dousset : Philippidès
- Marc Duret : Miltiade
- Abdelhafid Metalsi : Darius Ier
- Gurshad Shaheman : Mardonios

## Production
L'équipe du documentaire réalise un travail de recherche historique pour préparer le téléfilm, en croisant des sources antiques et contemporaines, puis s'adresse à des historiens pour vérifier l'exactitude du résultat. Un professeur agrégé de lettres classiques est chargé de traduire en grec ancien les dialogues d'abord rédigés en français. Le vieux-perse étant trop mal connu pour permettre le même type de reconstitution, les dialogues prononcés par les Perses sont tournés en persan contemporain.